# Lucrezia Borgia (film fra 1912)
Lucrezia Borgia er en italiensk stumfilm fra 1912 af Gerolamo Lo Savio.

## Medvirkende
- Francesca Bertini som Lucrezia Borgia
- Vittoria Lepanto
- Achille Vitti
- Gustavo Serena
- Giovanni Pezzinga som Cesare Borgia